# Chlumec (okres Ústí nad Labem)
Chlumec (Duits: Kulm, soms ter onderscheiding van andere plaatsen met dezelfde naam Chlumec u Chabařovic genoemd) is een Tsjechische stad in de regio Ústí nad Labem, en maakt deel uit van het district Ústí nad Labem. Chlumec telt 4253 inwoners (2023).

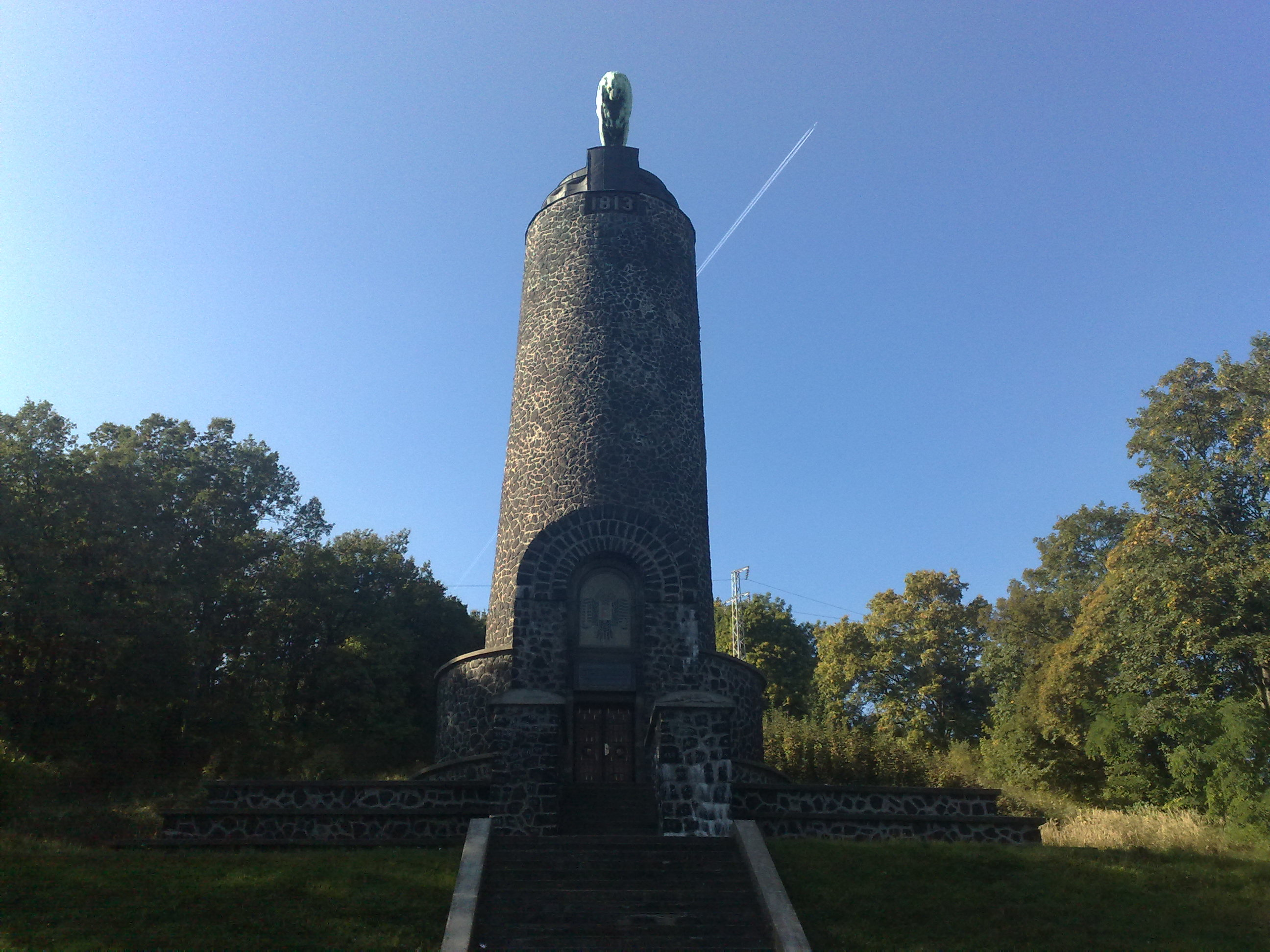
Gedenkteken voor de Slag bij Kulm

## Geschiedenis
- 1040 – De eerste schriftelijke vermelding van Chlumec.
- 30 augustus 1813 – Tijdens de Zesde Coalitieoorlog, wordt bij Chlumec de Slag bij Kulm uitgevochten tussen een Frans en een geallieerd Oostenrijks-Russisch-Pruisisch leger.
- 2012 – De gemeente Chlumec krijgt de status stad.[1]

Dolní Zálezly ·
Habrovany ·
Homole u Panny ·
Chabařovice ·
Chlumec ·
Chuderov ·
Libouchec ·
Malé Březno ·
Malečov ·
Petrovice ·
Povrly ·
Přestanov ·
Ryjice ·
Řehlovice ·
Stebno ·
Tašov ·
Telnice ·
Tisá ·
Trmice ·
Ústí nad Labem ·
Velké Březno ·
Velké Chvojno ·
Zubrnice